# Малиновский, Георгий Николаевич
Гео́ргий Никола́евич Малино́вский (14 апреля 1923, Петроград — 14 сентября 2001, Москва) — советский и российский военачальник, артиллерист, начальник Главного управления эксплуатации ракетного вооружения — заместитель Главнокомандующего Ракетными войсками стратегического назначения СССР по эксплуатации (1973—1988), генерал-полковник-инженер (28 октября 1976). Участник Великой Отечественной войны. Герой Социалистического Труда (15 февраля 1979 года), доктор технических наук (1983).

## Биография
Георгий Малиновский родился 14 апреля 1923 года в городе Петрограде. По национальности — русский. Окончил 7-ю специальную артиллерийскую школу в Ленинграде, после чего поступил на службу в Красную Армию в 1940 году. С сентября 1940 года Малиновский проходил обучение в Ленинградском артиллерийском техническом училище зенитной артиллерии (ЛАТУЗА).
Участник Великой Отечественной войны, в июле-августе 1941 года служил в должности командира взвода 59-го запасного зенитно-артиллерийского полка сражался на Ленинградском фронте на Псковском направлении. С августа 1941 года Малиновский — командир взвода батареи курсантов в том же училище ЛАТУЗА, эвакуированном в город Томск. В 1943 году вступил в ряды ВКП(б).
После окончания войны, в 1951 году Георгий Малиновский окончил Военную академию им. Ф. Э. Дзержинского. С февраля 1952 года он служил преподавателем в Высшей офицерской артиллерийско-технической школе в Пензе. С октября 1955 года Малиновский служил заместителем командира отдельного дивизиона по специальному вооружению, с июля 1957 года — заместителем командира ракетной бригады по специальному вооружению. В декабре 1960 года Георгий Малиновский был переведён на должность заместителя начальника Харьковского высшего авиационно-инженерного военного училища по специально-технической подготовке.
С августа 1965 года Малиновский служил командиром 36-й гвардейской ракетной дивизии, расположенной под Красноярском. Во время его командования дивизией в ней 5 августа 1967 года произошла катастрофа: пожар и взрыв межконтинентальной баллистической ракеты УР-100 в пусковой установке при проведении технологических работ, повлекшие гибель 13 человек. После катастрофы Малиновскому пришлось выдержать ожесточённую борьбу против обвинения личного состава в нарушении правил выполнения работ, он настаивал на конструкторской недоработке загоревшегося блока ракеты. В январе 1969 года был назначен заместителем начальника Главного управления эксплуатации ракетного вооружения, а 18 сентября 1973 года начальником этого управления — заместителем Главнокомандующего Ракетными войсками стратегического назначения СССР по эксплуатации и членом Военного Совета РВСН. Более пятнадцати лет генерал Малиновский руководил данным управлением. Находясь на этом посту, он принимал непосредственное участие в испытаниях, принятии на вооружение, вводе в строй ракетных комплексов. Именно Георгий Николаевич возглавлял Государственную комиссию по испытаниям боевого железнодорожного комплекса (БЖРК), не имеющего аналогов в мире.
15 февраля 1979 года, указом Президиума Верховного Совета СССР за большие заслуги в укреплении обороноспособности страны и освоении новой техники гвардии генерал-лейтенанту Георгию Николаевичу Малиновскому было присвоено высокое звание Героя Социалистического Труда.
26 декабря 1988 года генерал-полковник Малиновский был снят со своей должности, а в январе 1989 года — отправлен в отставку. По словам самого Георгия Николаевича, он не смог выдержать, «расстрела ракетной мощи в 80-х годах, аплодисментов американских инспекторов на ликвидационных пусках ракет „Пионер“ в Забайкалье». Малиновский, как главный инженер РВСН, был доволен высокой надёжностью ракет, но не мог участвовать в дальнейшей ликвидации стратегической мощи и поэтому написал рапорт об отставке. Работал вице-президентом акционерного союза по конверсионной деятельности «Асконд». Последние годы жизни провёл в Москве, где и скончался 14 сентября 2001 года. Был похоронен в Москве на Троекуровском кладбище (участок 4).

## Награды
- Герой Социалистического Труда (15 февраля 1979 года)
- 2 ордена Ленина (1979, 1986)
- Орден Октябрьской Революции (1974)
- Орден Отечественной войны I степени (1985)
- 2 ордена Красной Звезды (1956, 1972)
- Медаль «За победу над Германией в Великой Отечественной войне 1941-1945 гг.»
- Другие медали
- Лауреат Государственной премии СССР (1975)
- Иностранные ордена и медали:
  - Медаль 30 годовщина победы над фашистской Германией. НРБ
  - Медаль 30 годовщина Болгарской народной армии. 1944-1974. НРБ
  - Медаль За укрепление братства по оружию 14 мая 1955. НРБ
  - Медаль 1300 годовщина Болгарии. НРБ
  - Медаль 30 лет победы над милитаристской Японией. МНР
  - Медаль 50 лет монгольской народной революции 1921-1971гг. МНР
  - Медаль 50 лет монгольской народной армии. МНР
  - Медаль 60 лет монгольской народной армии. МНР
  - Медаль 30 лет победы кубинской революции. Республика Куба
  - Медаль За взятие Берлина. ПНР
  - Медаль За укрепление дружбы по оружию 1 степени. ЧССР
  - Медаль 30 годовщина освобождения Чехословакии Красной армией. ЧССР

## Сочинения
- Малиновский Г. Н. Записки ракетчика. — Б.м.: ЦИПК, 1999. — 207 с.